# 莱昂斯·康坦
莱昂斯·康坦（法語：Léonce Quentin，1880年2月16日—1957年12月1日），法国男子射箭运动员。他曾代表法国参加1920年夏季奥林匹克运动会射箭比赛，共获得三枚银牌和一枚铜牌。